# Miramont-Latour
Miramont-Latour (gaskognisch: Miramont e La Tor) ist eine französische Gemeinde mit 144 Einwohnern (Stand 1. Januar 2022) im Département Gers in der Region Okzitanien (bis 2015 Midi-Pyrénées); sie gehört zum Arrondissement Condom und zum Gemeindeverband Lomagne Gersoise. Die Bewohner nennen sich Miramontois/Miramontoises.
Sie ist umgeben von den Nachbargemeinden Lalanne im Norden, Pis im Nordosten und Osten, Puycasquier im Südosten, Tourrenquets im Süden sowie Gavarret-sur-Aulouste im Westen.

## Bevölkerungsentwicklung
| Jahr                       | 1793 | 1800 | 1821 | 1962 | 1968 | 1975 | 1982 | 1990 | 1999 | 2006 | 2011 | 2016 |
| Einwohner                  | 162  | 382  | 420  | 141  | 167  | 122  | 112  | 125  | 136  | 148  | 156  | 162  |
| Quellen: Cassini und INSEE |      |      |      |      |      |      |      |      |      |      |      |      |